# Khodadad Azizi
Khodadad Azizi (Mashhad, Irán, 22 de junio de 1971) es un exfutbolista iraní, que se desempeñó como delantero y que militó en diversos clubes de Irán, Alemania, Estados Unidos, Emiratos Árabes Unidos y Austria.

## Clubes
| Club                 | País                   | Año         |
| -------------------- | ---------------------- | ----------- |
| FC Aboomoslem        | Irán                   | 1983 - 1993 |
| Fath Tehran FC       | Irán                   | 1993 - 1995 |
| Sepahan FC           | Irán                   | 1995 - 1996 |
| Persépolis FC        | Irán                   | 1996 - 1997 |
| Colonia              | Alemania               | 1997 - 2000 |
| San Jose Earthquakes | Estados Unidos         | 2000        |
| Al-Nasr              | Emiratos Árabes Unidos | 2001        |
| PAS Teherán FC       | Irán                   | 2001 - 2005 |
| Admira Wacker        | Austria                | 2005        |
| Oghab Teheran FC     | Irán                   | 2005 - 2006 |
| Rah Ahan Sorinet FC  | Irán                   | 2006        |

## Selección nacional
Ha sido internacional con la Selección de fútbol de Irán, donde jugó 47 partidos internacionales y en los que anotó 11 goles. Incluso participó con su selección en 1 Copa Mundial, que fue la edición de Francia 1998, torneo donde su selección quedó eliminado en la primera fase.